# Södermanlands runinskrifter 30
Södermanlands runinskrifter 30 är en runsten i Vagnhärad i Trosa kommun. Stenen är belägen 250 meter från Norasjön i Vagnhärad. Övre delen är försvunnen, men dokumenterad på äldre foton.

## Inskriften
Translitterering av runraden:
ikimar · auk · ar[ni · litu · raisa · stain · þina · auk · bro · kiarua| ·| at · st]ainkil · sun sin · kuþ · ialbi an[t h...]
Normalisering till runsvenska:
Ingimarr ok Arnvi(?) letu ræisa stæin þenna ok bro gærva at Stæinkel, sun sinn. Guð hialpi and h[ans].
Översättning till nusvenska:
Ingemar och Arne läto resa denna sten och göra bro efter Stenkil, sin son. Gud hjälpe hans ande!

## Fler bilder

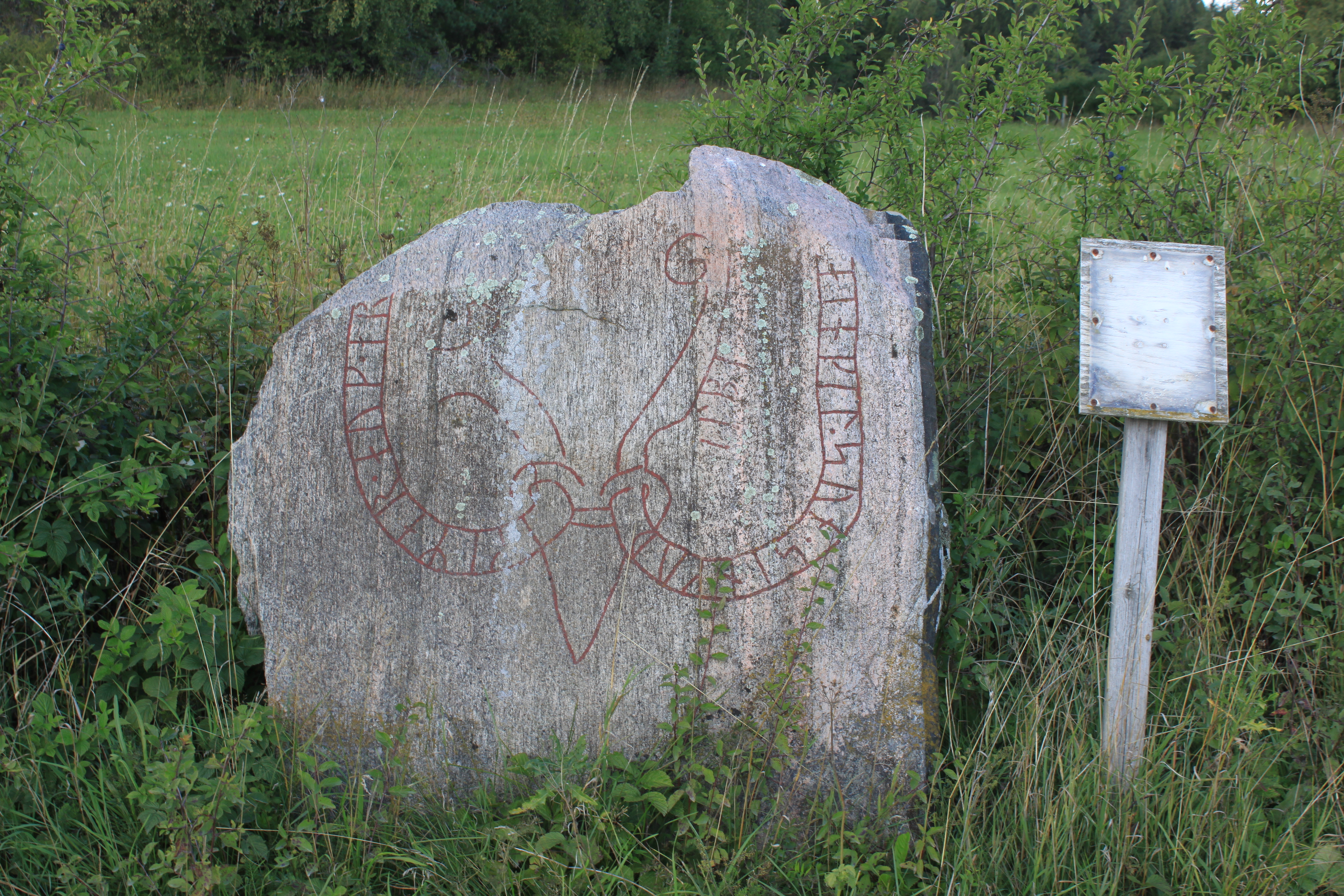
Sö 30 ihop med tom skylt.
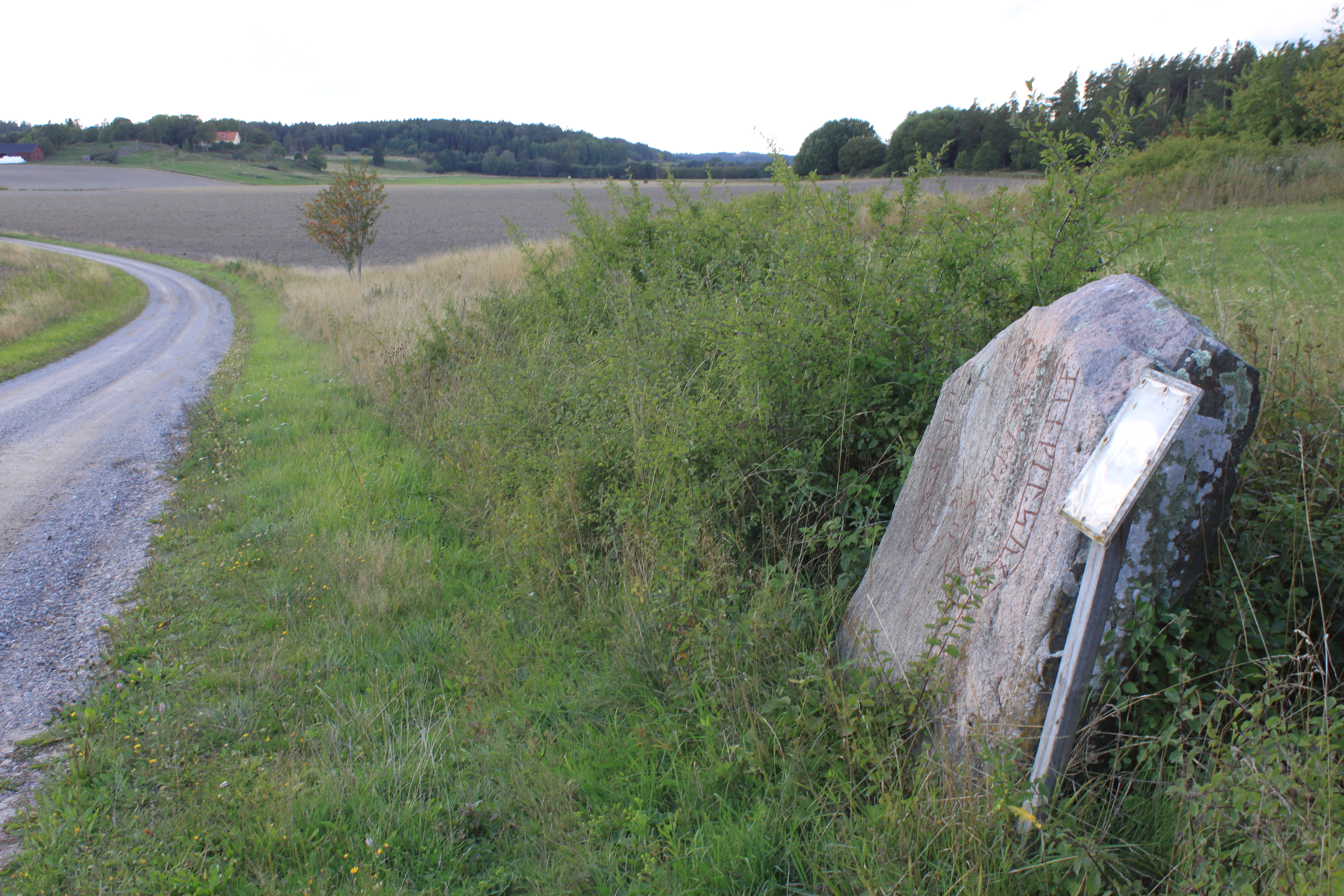
Sö 30 med vägen.
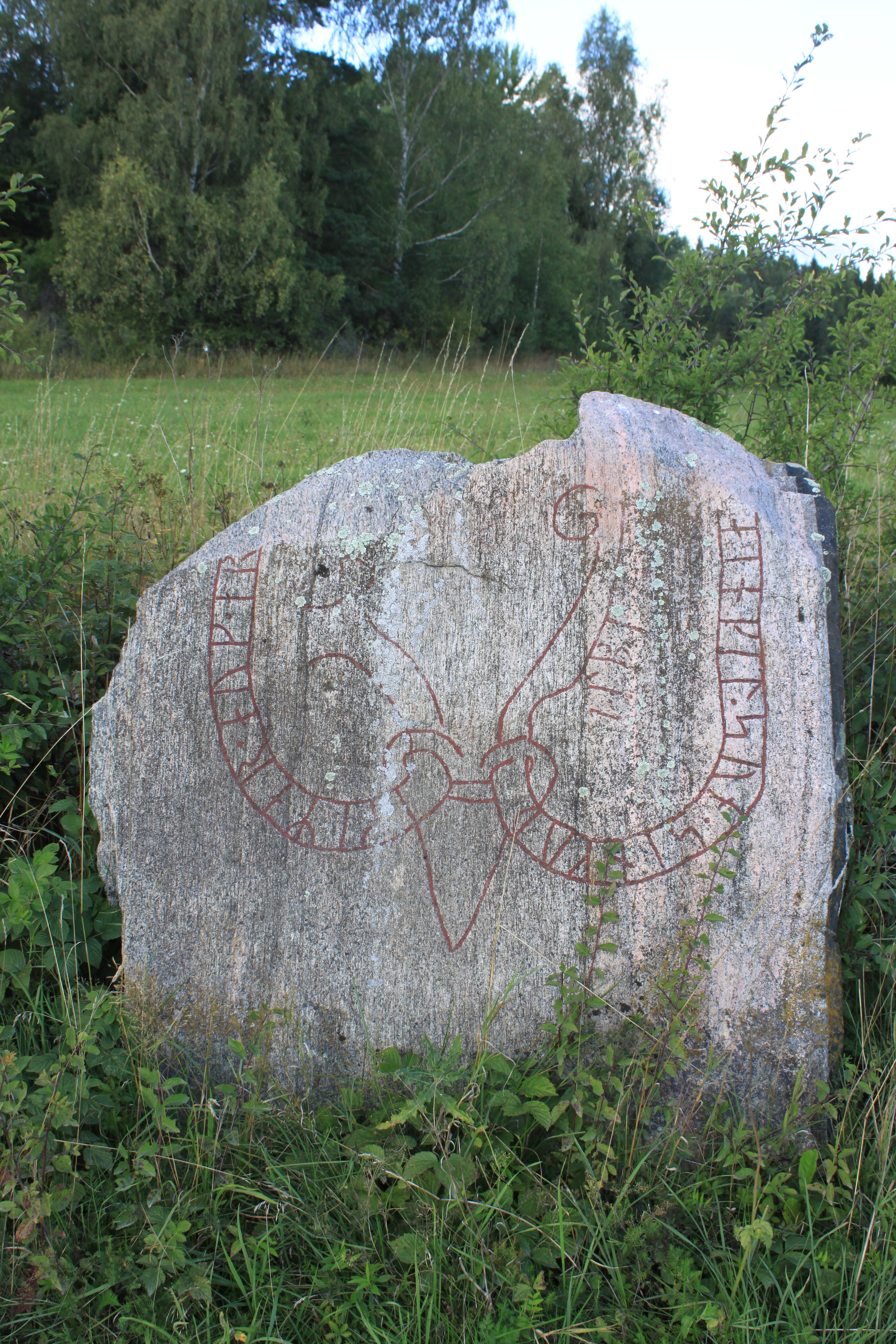
Framsidan av Sö 30.
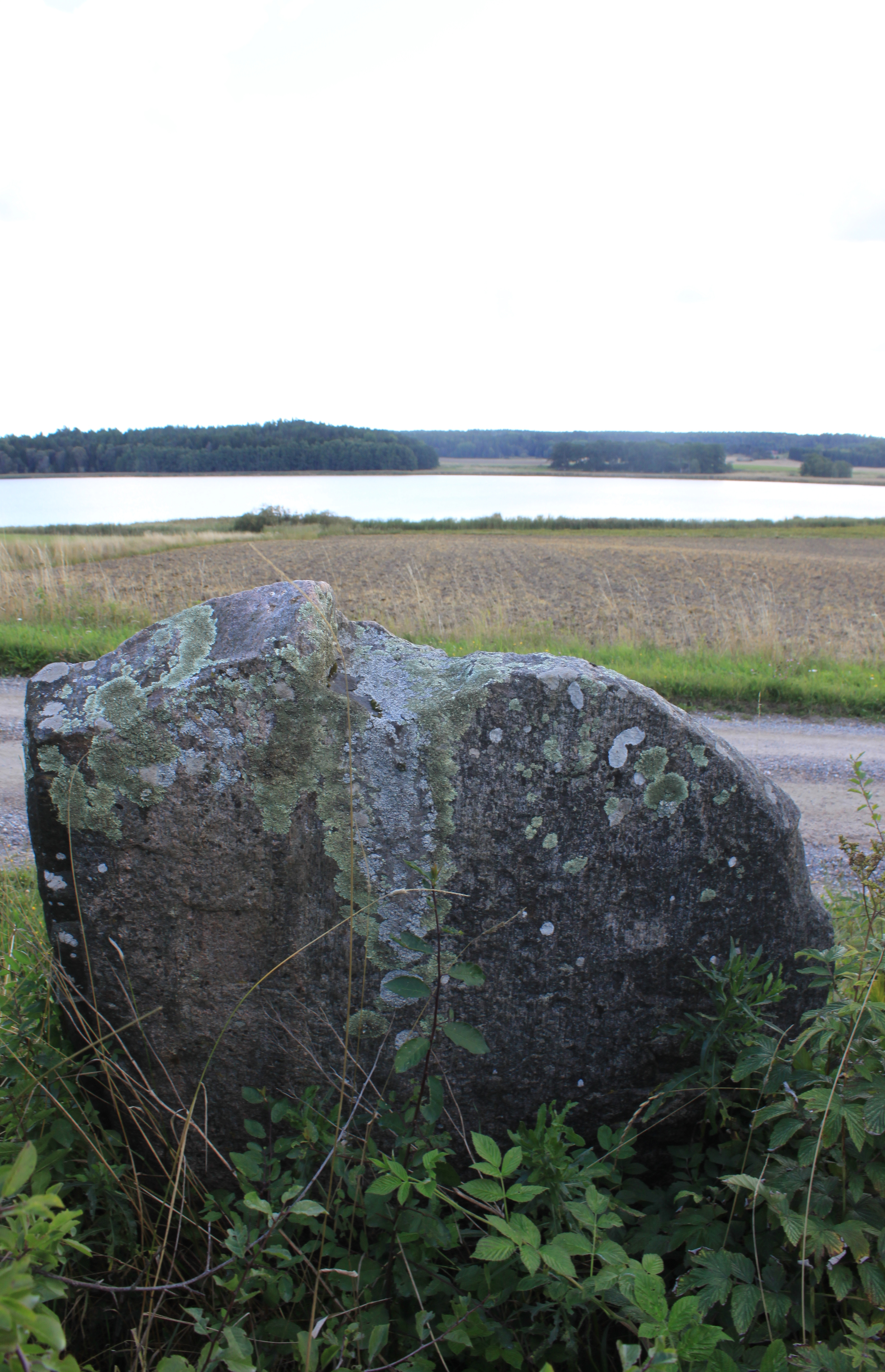
Baksidan av Sö 30.
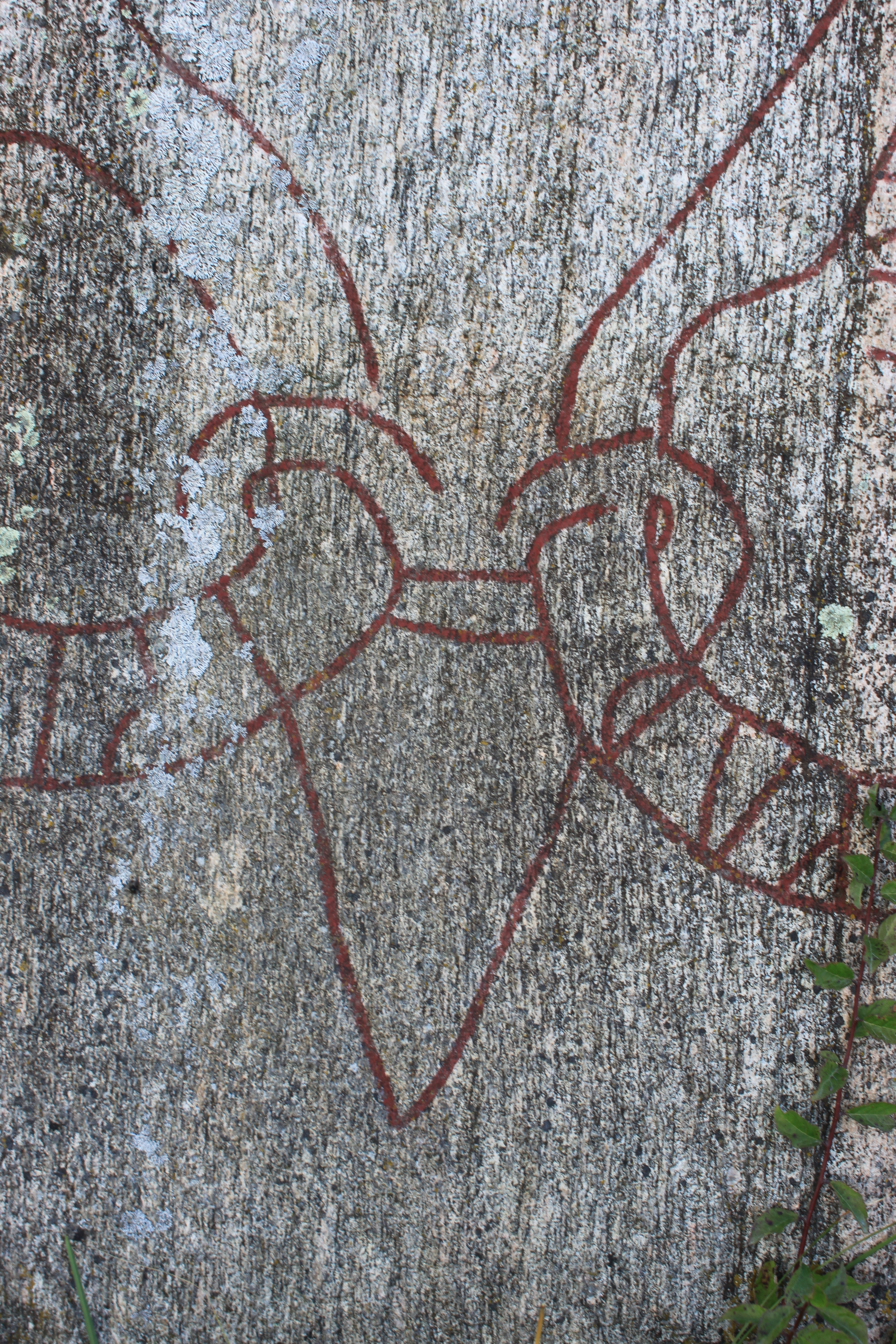
Närbild av Sö 30.
Sö 30 under 1950-talet.